# Вёшенка лимонная
Вёшенка лимонная (лат. Pleurotus citrinopileatus; или вёшенка золотая) — съедобный гриб из рода вёшенка семейства вёшенковые.

## Описание
Произрастает группами, образуя грозди. Шляпка диаметром от 2 до 6,5 см, цвет от ярко-желтого до золотисто-коричневого цвета с бархатистой, сухой поверхностью. Ножка белого цвета, Мякоть белая, с приятным вкусом и без ярко выраженного запаха. Стебли цилиндрические, белого цвета, часто изогнутая, длиной от 2 до 5 см и от 0,2 до 0,8 см шириной. Пластинки расположены близко друг от друга, нисходящие по ножке. Споры цилиндрической или эллиптической формы, гладкие, 6-9 × 2-3,5 мкм.

## Экология
Вёшенка лимонная, как и другие виды вешёнок, является грибом-сапрофитом. Чаще всего произрастает на деревьях лиственных пород.

## Фотографии

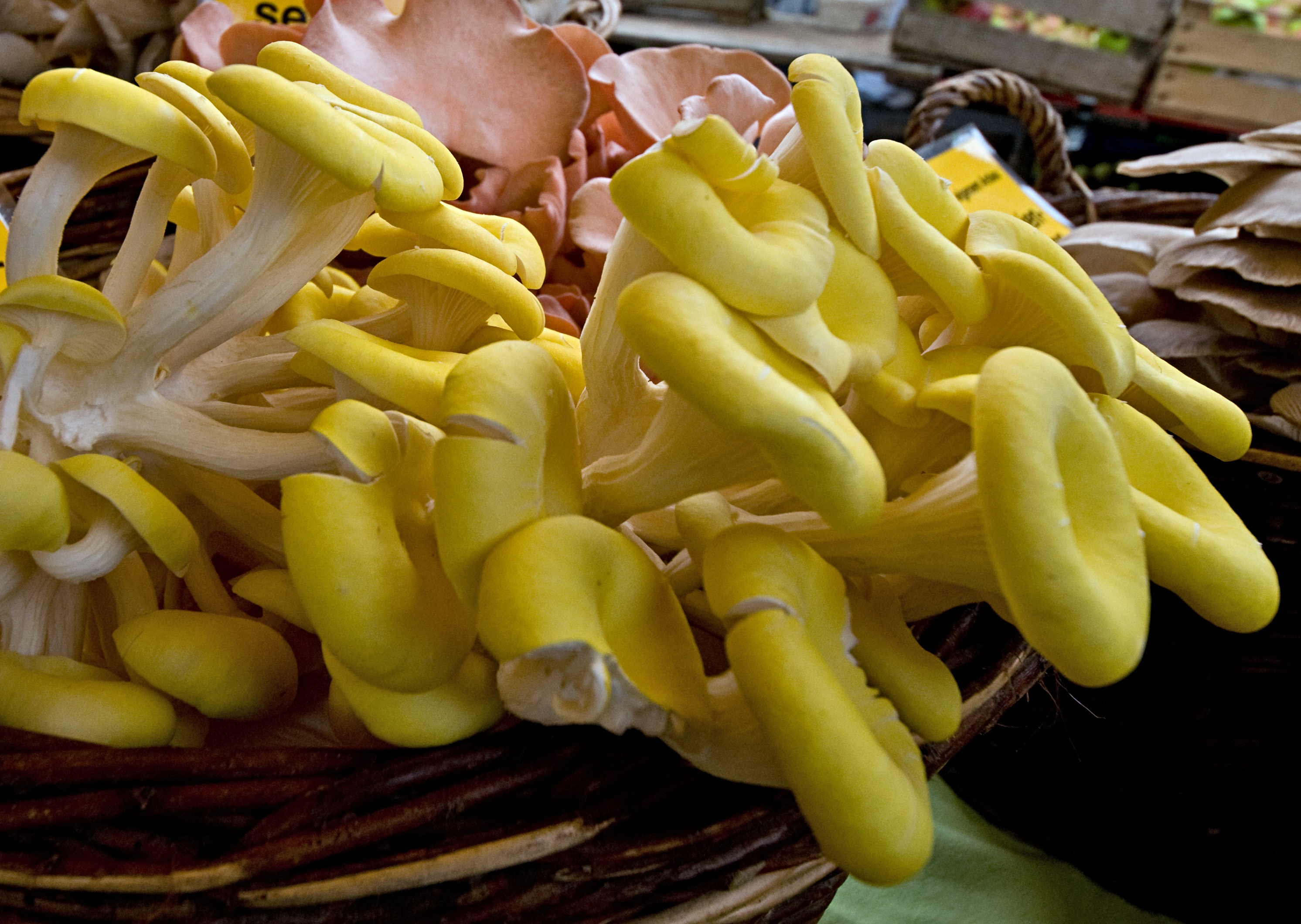
Pleurotus citrinopileatus с жёлтой шляпкой, фото на рынке в Германии